# Listă de filme britanice din 2016
Aceasta este o listă de filme britanice din 2016:

## Lista
| Premiera             | Premiera | Titlu                                       | Distribuție și echipa tehnică | Detalii | Gen                                                                         | Ref.                     |        |
| -------------------- | -------- | ------------------------------------------- | --- | --- | --------------------------------------------------------------------------- | ------------------------ | ------ |
| I A N U A R I E      | 1        | The Fall of the Krays                       | Regizor: Zackary Adler Distribuție: Simon Cotton, Kevin Leslie | Signature Entertainment Sequel to The Rise of the Krays bazat pe the lives of Ronnie and Reggie Kray                                                                                    | Crime                                                                       | [ 1 ]                    |        |
| I A N U A R I E      | 8        | Set the Thames on Fire                      | Regizor: Ben Charles Edwards Distribuție: Michael Winder, Max Bennett, Noel Fielding                                                                                 | bazat pe characters created by Ben Charles Edwards and Al Joshua | Science fiction Fantasy film Comedy-drama                                   | [ 2 ]                    |        |
| I A N U A R I E      | 21       | Pride and Prejudice and Zombies             | Regizor: Burr Steers Distribuție: Lily James, Sam Riley | Lionsgate bazat pe Pride and Prejudice and Zombies by Seth Grahame-Smith (Co-produced by United States)                                                                                 | Period zombie horror                                                        | [ 3 ]                    |        |
| I A N U A R I E      | 23       | Christine                                   | Regizor: Antonio Campos Distribuție: Rebecca Hall, Michael C. Hall                                                                                                   | Curzon Artificial Eye bazat pe the life of Christine Chubbuck (Co-produced by United States)                                                                                            | Biographical drama                                                          | [ 4 ]                    |        |
| I A N U A R I E      | 23       | Under the Shadow                            | Regizor: Babak Anvari Distribuție: Narges Rashidi, Avin Manshadi | Vertigo Releasing (Co-produced by Jordan and Qatar) | Horror                                                                      | [ 5 ]                    |        |
| I A N U A R I E      | 24       | The Eagle Huntress                          | Regizor: Otto Bell Distribuție: Aisholpan Nurgaiv | Sony Pictures Classics bazat pe the life of Aisholpan Nurgaiv (Co-produced by Kazakhstan and United States)                                                                             | Documentary                                                                 | [ 6 ]                    |        |
| I A N U A R I E      | 24       | Notes on Blindness                          | Directors: Peter Middleton, James Spinney | Artificial Eye bazat pe the life of John M. Hull | Documentary                                                                 | [ 7 ]                    |        |
| I A N U A R I E      | 24       | Sing Street                                 | Regizor: John Carney Distribuție: Ferdia Walsh-Peelo, Lucy Boynton, Jack Reynor                                                                                      | Lionsgate (Co-produced by Ireland and United States) | Musical coming-of-age comedy-drama                                          | [ 8 ]                    |        |
| I A N U A R I E      | 25       | Complete Unknown                            | Regizor: Joshua Marston Rachel Weisz, Michael Shannon | Sony Pictures Worldwide Acquisitions (Co-produced by United States) | Drama Mystery Thriller                                                      | [ 9 ]                    |        |
| I A N U A R I E      | 26       | Eddie the Eagle                             | Regizor: Dexter Fletcher Distribuție: Taron Egerton, Hugh Jackman | Lionsgate bazat pe the life of Eddie Edwards (Co-produced by Germany and United States)                                                                                                 | Comedy biopic                                                               | [ 10 ]                   |        |
| I A N U A R I E      | 27       | Ali and Nino                                | Regizor: Asif Kapadia Distribuție: Adam Bakri, María Valverde | bazat pe Ali and Nino by Kurban Said | Romantic drama                                                              | [ 11 ]                   |        |
| F E B R U A R I E    | 1        | Hail, Caesar!                               | Directors: Joel and Ethan Coen Distribuție: Josh Brolin, George Clooney, Ralph Fiennes, Scarlett Johansson                                                           | Universal Pictures (Co-produced by United States) | Comedy                                                                      | [ 12 ]                   |        |
| F E B R U A R I E    | 5        | Dad's Army                                  | Regizor: Oliver Parker Distribuție: Bill Nighy, Catherine Zeta-Jones, Toby Jones, Tom Courtenay, Michael Gambon                                                      | Universal Pictures bazat pe the Dad's Army television series | War comedy                                                                  | [ 13 ]                   |        |
| F E B R U A R I E    | 12       | War on Everyone                             | Regizor: John Michael McDonagh Distribuție: Alexander Skarsgård, Michael Peña                                                                                        | Icon Film Distribution | Black comedy Buddy cop                                                      | [ 14 ]                   |        |
| F E B R U A R I E    | 13       | Native                                      | Regizor: Daniel Fitzsimmons Distribuție: Rupert Graves, Ellie Kendrick, Leanne Best, Joe McAuley, Pollyanna McIntosh Daniel Brocklebank, Ian Hart                    | Miracle Films | Science fiction                                                             | [ 15 ]                   |        |
| F E B R U A R I E    | 14       | A Quiet Passion                             | Regizor: Terence Davies Distribuție: Cynthia Nixon, Jennifer Ehle | Soda Pictures bazat pe the life of Emily Dickinson | Drama Biopic                                                                | [ 16 ]                   |        |
| F E B R U A R I E    | 15       | Alone in Berlin                             | Regizor: Vincent Pérez Distribuție: Emma Thompson, Brendan Gleeson, Daniel Brühl                                                                                     | Altitude Film Distribution bazat pe Every Man Dies Alone by Hans Fallada and the lives of Otto and Elise Hampel (Co-produced by France and Germany)                                     | War drama                                                                   | [ 17 ]                   |        |
| F E B R U A R I E    | 16       | Genius                                      | Regizor: Michael Grandage Distribuție: Colin Firth, Jude Law | Summit Entertainment Roadside Attractions bazat pe Max Perkins: Editor of Genius by A. Scott Berg (Co-produced by United States)                                                        | Biographical drama                                                          | [ 18 ]                   |        |
| F E B R U A R I E    | 24       | Grimsby                                     | Regizor: Louis Leterrier Distribuție: Sacha Baron Cohen, Mark Strong                                                                                                 | Columbia Pictures (Co-produced by United States) | Action-comedy                                                               | [ 19 ]                   |        |
| M A R T I E          | 4        | The Other Side of the Door                  | Regizor: Johannes Roberts Distribuție: Sarah Wayne Callies Jeremy Sisto                                                                                              | 20th Century Fox (Co-produced by India and United States) | Supernatural-horror                                                         | [ 20 ]                   |        |
| M A R T I E          | 10       | The Passing (Yr Ymadawiad)                  | Regizor: Gareth Bryn Distribuție: Mark Lewis Jones, Annes Elwy | Severn Screen | Drama                                                                       | [ 21 ]                   |        |
| M A R T I E          | 16       | The Pass                                    | Regizor: Ben A. Williams Distribuție: Russell Tovey, Arinze Kene | Lionsgate bazat pe The Pass by John Donnelly | Drama                                                                       | [ 22 ]                   |        |
| A P R I L            | 5        | The Call Up                                 | Regizor: Charles Barker Distribuție: Max Deacon, Morfydd Clark, Ali Cook                                                                                             | Altitude Film Distribution | Science fiction thriller                                                    | [ 23 ]                   |        |
| A P R I L            | 5        | Criminal                                    | Regizor: Ariel Vromen Distribuție: Kevin Costner, Gal Gadot, Tommy Lee Jones, Gary Oldman                                                                            | Summit Entertainment (Co-produced by United States) | Action Crime-thriller                                                       | [ 24 ]                   |        |
| A P R I L            | 8        | Smoking Guns                                | Regizor: Savvas D. Michael Distribuție: Dexter Fletcher, Daniel Caltagirone, Count Prince Miller, Ewen MacIntosh                                                     | SP Distribution | Action Crime-thriller                                                       | [ 25 ]                   |        |
| A P R I L            | 15       | Despite the Falling Snow                    | Regizor: Shamim Sarif Distribuție: Rebecca Ferguson, Sam Reid, Charles Dance                                                                                         | Altitude Film Distribution bazat pe Despite the Falling Snow by Shamim Sarif (Co-produced by Canada)                                                                                    | Spy                                                                         | [ 26 ]                   |        |
| A P R I L            | 16       | Detour                                      | Regizor: Christopher Smith Distribuție: Tye Sheridan, Stephen Moyer, Emory Cohen, Bel Powley                                                                         | Magnet Releasing (Co-produced by South Africa) | Thriller                                                                    | [ 27 ]                   |        |
| A P R I L            | 17       | Adult Life Skills                           | Regizor: Rachel Tunnard Distribuție: Jodie Whittaker, Edward Hogg, Brett Goldstein, Alice Lowe                                                                       | Lorton Distribution bazat pe the short film Emotional Fusebox by Rachel Tunnard | Comedy                                                                      | [ 28 ]                   |        |
| A P R I L            | 22       | Special Correspondents                      | Regizor: Ricky Gervais Distribuție: Rickey Gervais, Eric Bana | Netflix Remake of Envoyés très spéciaux (Co-produced by Canada and United States) | Satirical comedy                                                            | [ 29 ]                   |        |
| A P R I L            | 23       | Florence Foster Jenkins                     | Regizor: Stephen Frears Distribuție: Meryl Streep, Hugh Grant | 20th Century Fox bazat pe the life of Florence Foster Jenkins (Co-produced by France)                                                                                                   | Biographical comedy                                                         | [ 30 ]                   |        |
| A P R I L            | 29       | Golden Years                                | Regizor: John Miller Distribuție: Bernard Hill, Virginia McKenna, Sue Johnstone, Phil Davis                                                                          | MoliFilms Entertainment | Crime Comedy-drama                                                          | [ 31 ]                   |        |
| M A Y                | 1        | Our Kind of Traitor                         | Regizor: Susanna White Distribuție: Ewan McGregor, Naomie Harris | Lionsgate bazat pe Our Kind of Traitor by John le Carré | Spy thriller                                                                | [ 32 ]                   |        |
| M A Y                | 13       | I, Daniel Blake                             | Regizor: Ken Loach Distribuție: Dave Johns, Hayley Squires | eOne Films | Drama                                                                       | [ 33 ]                   |        |
| M A Y                | 13       | Kill Command                                | Regizor: Steven Gomez Distribuție: Thure Lindhardt, Vanessa Kirby | Vertigo Films Front Row Filmed Entertainment Parco Co. Ltd. | Science fiction horror                                                      | [ 34 ]                   |        |
| M A Y                | 15       | American Honey                              | Regizor: Andrea Arnold Distribuție: Sasha Lane, Shia LaBeouf | Focus Features (Co-produced by United States) | Drama                                                                       | [ 35 ]                   |        |
| M A Y                | 15       | Prevenge                                    | Regizor: Alice Lowe Distribuție: Alice Lowe | Kaliedoscope | Comedy slasher                                                              | [ 36 ]                   |        |
| M A Y                | 16       | Loving                                      | Regizor: Jeff Nichols Distribuție: Joel Edgerton, Ruth Negga | Focus Features bazat pe the 1967 U.S. Supreme Court decision Loving v. Virginia (Co-produced by United States)                                                                          | Historical drama                                                            | [ 37 ]                   |        |
| M A Y                | 23       | Me Before You                               | Regizor: Thea Sharrock Distribuție: Emilia Clarke, Sam Claflin | Warner Bros. Pictures bazat pe Me Before You by Jojo Moyes (Co-produced by United States)                                                                                               | Romantic drama                                                              | [ 38 ]                   |        |
| J U N E              | 8        | 100 Streets                                 | Regizor: Jim O'Hanlon Distribuție: Idris Elba, Gemma Arterton | Vertigo Releasing | Drama                                                                       | [ 39 ]                   |        |
| J U N E              | 15       | Tommy's Honour                              | Regizor: Jason Connery Distribuție: Peter Mullan, Jack Lowden, Ophelia Lovibond, Sam Neill                                                                           | Timeless Films bazat pe Tommy's Honor: The Story of Old Tom Morris and Young Tom Morris, Golf's Founding Father and Son by Kevin Cook (Co-produced by United States)                    | Historical drama                                                            | [ 40 ]                   |        |
| J U N E              | 18       | The White King                              | Regizor: Alex Helfrecht and Jörg Tittel Distribuție: Lorenzo Allchurch, Olivia Williams, Ólafur Darri Ólafsson, Jonathan Pryce                                       | Signature Entertainment bazat pe The White King by György Dragomán (Co-produced by Hungary)                                                                                             | Science fiction drama                                                       | [ 41 ]                   |        |
| J U N E              | 22       | Away                                        | Regizor: David Blair Distribuție: Juno Temple, Timothy Spall | Metrodome Distribution | Drama                                                                       | [ 42 ]                   |        |
| J U N E              | 22       | Kids in Love                                | Regizor: Chris Foggin Distribuție: Will Poulter, Alma Jodorowsky, Jamie Blackley, Cara Delevingne                                                                    | Signature Entertainment | Coming-of-age drama                                                         | [ 43 ]                   |        |
| J U N E              | 26       | Whisky Galore!                              | Regizor: Gillies MacKinnon Distribuție: Gregor Fisher, Eddie Izzard, Sean Biggerstaff, Naomi Battrick, James Cosmo, Ellie Kendrick, Kevin Guthrie                    | GEM Entertainment | Comedy                                                                      | [ 44 ]                   |        |
| J U N E              | 27       | The Legend of Tarzan                        | Regizor: David Yates Distribuție: Alexander Skarsgård, Samuel L. Jackson, Margot Robbie, Djimon Hounsou, Jim Broadbent, Christoph Waltz                              | bazat pe Tarzan stories by Edgar Rice Burroughs Warner Bros. (Co-produced by Australia and the United States)                                                                           | Adventure                                                                   | [ 45 ]                   |        |
| J U N E              | J U L Y  | 1                                           | Absolutely Fabulous: The Movie | Regizor: Mandie Fletcher Distribuție: Jennifer Saunders, Joanna Lumley | Fox Searchlight Pictures bazat pe the Absolutely Fabulous television series | Female buddy film Comedy | [ 46 ] |
| Anthropoid           | J U L Y  | 1                                           | Regizor: Sean Ellis Distribuție: Cillian Murphy, Jamie Dornan | Bleecker Street bazat pe the 1942 Operation Anthropoid (Co-produced by Czech Republic and France)                                                                                       | Historical drama War                                                        | [ 47 ]                   |        |
| The Darkest Universe | J U L Y  | 1                                           | Directors: Will Sharpe, Tom Kingsley Distribuție: Will Sharpe, Tiani Ghosh, Joe Thomas, Sophia Di Martino, Raph Shirley, Chris Langham                               | | Drama Mystery                                                               | [ 48 ]                   |        |
| 8                    | J U L Y  | A Dark Song                                 | Regizor: Liam Gavin Distribuție: Steve Oram, Catherine Walker, Mark Huberman, Susan Loughnane                                                                        | Kaleidoscope Film Distribution (Co-produced by Ireland) | Horror                                                                      | [ 49 ]                   |        |
| 27                   | J U L Y  | The Killing$ of Tony Blair                  | Directors: Sanne van den Bergh, Greg Ward Distribuție: George Galloway                                                                                               | Journeyman Pictures | Documentary                                                                 | [ 50 ]                   |        |
| A U G U S T          | 19       | David Brent: Life on the Road               | Regizor: Ricky Gervais Distribuție: Ricky Gervais, Ben Bailey Smith                                                                                                  | Entertainment One | Mockumentary comedy                                                         | [ 51 ]                   |        |
| A U G U S T          | 19       | Swallows and Amazons                        | Regizor: Philippa Lowthorpe Distribuție: Rafe Spall, Andrew Scott, Kelly Macdonald                                                                                   | StudioCanal bazat pe Swallows and Amazons by Arthur Ransome | Family adventure                                                            | [ 52 ]                   |        |
| A U G U S T          | 26       | The Chamber                                 | Regizor: Ben Parker Distribuție: Johannes Bah Kuhnke, Charlotte Salt, James McArdle, Elliot Levey                                                                    | StudioCanal UK (Co-produced by United States) | Survival                                                                    | [ 53 ]                   |        |
| A U G U S T          | 29       | Brotherhood                                 | Regizor: Noel Clarke Distribuție: Noel Clarke, Stormzy, Bashy | Lionsgate Sequel to Adulthood and final installment of the Hood trilogy | Drama                                                                       | [ 54 ]                   |        |
| S E P T E M B E R    | 1        | The Light Between Oceans                    | Regizor: Derek Cianfrance Distribuție: Michael Fassbender, Alicia Vikander, Rachel Weisz                                                                             | Entertainment One Films bazat pe The Light Between Oceans by M. L. Stedman (Co-produced by Australia, New Zealand and United States)                                                    | Romantic period drama                                                       | [ 55 ]                   |        |
| S E P T E M B E R    | 2        | The 9th Life of Louis Drax                  | Regizor: Alexandre Aja Distribuție: Jamie Dornan, Sarah Gadon, Aaron Paul                                                                                            | Soda Pictures (Co-produced by Canada and United States) | Supernatural thriller                                                       | [ 56 ]                   |        |
| S E P T E M B E R    | 2        | Morgan                                      | Regizor: Luke Scott Distribuție: Kate Mara, Anya Taylor-Joy, Toby Jones                                                                                              | 20th Century Fox (Co-produced by United States) | Science fiction horror                                                      | [ 57 ]                   |        |
| S E P T E M B E R    | 2        | Una                                         | Regizor: Benedict Andrews Distribuție: Rooney Mara, Ben Mendelsohn, Riz Ahmed                                                                                        | Thunderbird Releasing (Co-produced by Canada and United States) | Drama                                                                       | [ 58 ]                   |        |
| S E P T E M B E R    | 5        | Bridget Jones's Baby                        | Regizor: Sharon Maguire Distribuție: Renée Zellweger, Colin Firth, Patrick Dempsey, Emma Thompson                                                                    | Universal Pictures Sequel to Bridget Jones: The Edge of Reason (Co-produced by France and United States)                                                                                | Comedy                                                                      | [ 59 ]                   |        |
| S E P T E M B E R    | 7        | The Journey                                 | Regizor: Nick Hamm Distribuție: Timothy Spall, Colm Meaney | IFC Films (Co-produced by Ireland) | Drama                                                                       | [ 60 ]                   |        |
| S E P T E M B E R    | 8        | Free Fire                                   | Regizor: Ben Wheatley Distribuție: Brie Larson, Sharlto Copley, Armie Hammer, Cillian Murphy                                                                         | StudioCanal UK | Action-comedy                                                               | [ 61 ]                   |        |
| S E P T E M B E R    | 8        | Message from the King                       | Regizor: Fabrice Du Welz Distribuție: Chadwick Boseman, Luke Evans, Teresa Palmer, Alfred Molina                                                                     | Netflix (Co-produced by Belgium, France and United States) | Action-thriller                                                             | [ 62 ]                   |        |
| S E P T E M B E R    | 9        | A United Kingdom                            | Regizor: Amma Asante Distribuție: David Oyelowo, Rosamund Pike | 20th Century Fox bazat pe the lives of Seretse Khama and Ruth Williams Khama (Co-produced by France)                                                                                    | Drama Biopic                                                                | [ 63 ]                   |        |
| S E P T E M B E R    | 9        | The Girl with All the Gifts                 | Regizor: Colm McCarthy Distribuție: Sennia Nanua, Gemma Arterton, Glenn Close, Paddy Considine                                                                       | Warner Bros. Pictures bazat pe The Girl with All the Gifts by M.R. Carey | Post-apocalyptic zombie horror                                              | [ 64 ]                   |        |
| S E P T E M B E R    | 9        | Trespass Against Us                         | Regizor: Adam Smith Distribuție: Michael Fassbender, Brendan Gleeson                                                                                                 | Lionsgate (Co-produced by United States) | Crime drama                                                                 | [ 65 ]                   |        |
| S E P T E M B E R    | 10       | A Monster Calls                             | Regizor: J. A. Bayona Distribuție: Lewis MacDougall, Sigourney Weaver, Felicity Jones                                                                                | Summit Entertainment bazat pe A Monster Calls by Patrick Ness (Co-produced by Spain and United States)                                                                                  | Dark fantasy drama                                                          | [ 66 ]                   |        |
| S E P T E M B E R    | 10       | Lady Macbeth                                | Regizor: William Oldroyd Distribuție: Florence Pugh, Cosmo Jarvis, Paul Hilton, Naomi Ackie, Christopher Fairbank                                                    | Altitude Film Distribution bazat pe Lady Macbeth of the Mtsensk District by Nikolai Leskov                                                                                              | Drama                                                                       |                          |        |
| S E P T E M B E R    | 10       | The Levelling                               | Regizor: Hope Dickson Leach Distribuție: Ellie Kendrick | Peccadillo Pictures | Drama                                                                       | [ 67 ]                   |        |
| S E P T E M B E R    | 10       | The Limehouse Golem                         | Regizor: Juan Carlos Medina Distribuție: Bill Nighy, Olivia Cooke, Douglas Booth                                                                                     | Lionsgate bazat pe Dan Leno and the Limehouse Golem by Peter Ackroyd | Horror-mystery                                                              | [ 68 ]                   |        |
| S E P T E M B E R    | 10       | Lion                                        | Regizor: Garth Davis Distribuție: Dev Patel, Nicole Kidman, Rooney Mara                                                                                              | Entertainment Film Distributors bazat pe A Long Way Home by Saroo Brierley (Co-produced by Australia and United States)                                                                 | Biopigraphical drama                                                        | [ 69 ]                   |        |
| S E P T E M B E R    | 10       | Their Finest                                | Regizor: Lone Scherfig Distribuție: Gemma Arterton, Bill Nighy, Sam Claflin                                                                                          | Lionsgate bazat pe Their Finest Hour and a Half by Lissa Evans | War comedy-drama                                                            | [ 70 ]                   |        |
| S E P T E M B E R    | 11       | Denial                                      | Regizor: Mick Jackson Distribuție: Rachel Weisz, Tom Wilkinson, Andrew Scott                                                                                         | Bleecker Street bazat pe History on Trial: My Day in Court with a Holocaust Denier by Deborah Lipstadt (Co-produced by United States)                                                   | Historical drama                                                            | [ 71 ]                   |        |
| S E P T E M B E R    | 12       | City of Tiny Lights                         | Regizor: Pete Travis Distribuție: Riz Ahmed, James Floyd, Billie Piper, Cush Jumbo, Roshan Seth, Antonio Aakeel                                                      | Icon Film Distribution bazat pe City of Tiny Lights by Patrick Neate | Crime thriller                                                              | [ 72 ]                   |        |
| S E P T E M B E R    | 12       | The Exception                               | Regizor: David Leveaux Distribuție: Lily James, Jai Courtney, Janet McTeer, Christopher Plummer                                                                      | Signature Entertainment bazat pe The Kaiser's Last Kiss by Alan Judd (Co-produced by United States)                                                                                     | Romantic war drama                                                          | [ 73 ]                   |        |
| S E P T E M B E R    | 12       | Paris Can Wait                              | Regizor: Eleanor Coppola Distribuție: Diane Lane, Arnaud Viard, Alec Baldwin, Élise Tielrooy                                                                         | GEM Entertainment (Co-produced by United States) | Comedy                                                                      | [ 74 ]                   |        |
| S E P T E M B E R    | 15       | The Beatles: Eight Days a Week              | Regizor: Ron Howard Distribuție: The Beatles (archive), Paul McCartney, Ringo Starr                                                                                  | StudioCanal PolyGram Entertainment bazat pe the life of The Beatles (Co-produced by United States)                                                                                      | Documentary                                                                 | [ 75 ]                   |        |
| S E P T E M B E R    | 22       | Don't Knock Twice                           | Regizor: Caradog W. James Distribuție: Katee Sackhoff, Lucy Boynton, Javier Botet, Nick Moran                                                                        | Signature Entertainment | Supernatural-horror                                                         | [ 76 ]                   |        |
| S E P T E M B E R    | 25       | Miss Peregrine's Home for Peculiar Children | Regizor: Tim Burton Distribuție: Eva Green, Asa Butterfield, Chris O'Dowd                                                                                            | 20th Century Fox bazat pe Miss Peregrine's Home for Peculiar Children by Ransom Riggs (Co-produced by United States)                                                                    | Fantasy film                                                                | [ 77 ]                   |        |
| S E P T E M B E R    | 26       | Chubby Funny                                | Regizor: Harry Michell Distribuție: Harry Michell, Augustus Prew, Isabella Laughland, Asim Chaudhry, Alice Lowe, Olivia Ross, Julian Rhind-Tutt, Anna Maxwell Martin | | Comedy-drama                                                                | [ 78 ]                   |        |
| O C T O B E R        | 9        | Mindhorn                                    | Regizor: Sean Foley Distribuție: Julian Barratt, Essie Davis, Kenneth Branagh, Andrea Riseborough                                                                    | StudioCanal | Comedy                                                                      | [ 79 ]                   |        |
| O C T O B E R        | 14       | Billy Lynn's Long Halftime Walk             | Regizor: Ang Lee Distribuție: Joe Alwyn, Kristen Stewart, Chris Tucker, Garrett Hedlund                                                                              | TriStar Pictures bazat pe Billy Lynn's Long Halftime Walk by Ben Fountain (Co-produced by Taiwan and United States)                                                                     | War drama                                                                   | [ 80 ]                   |        |
| O C T O B E R        | 16       | HyperNormalisation                          | Regizor: Adam Curtis | | Documentary                                                                 | [ 81 ]                   |        |
| O C T O B E R        | 26       | Oasis: Supersonic                           | Regizor: Mat Whitecross Distribuție: Oasis | Entertainment One Lorton Distribution bazat pe the life of Oasis | Documentary                                                                 | [ 82 ]                   |        |
| O C T O B E R        | 28       | Ethel & Ernest                              | Regizor: Roger Mainwood Distribuție: Jim Broadbent, Brenda Blethyn                                                                                                   | Universal Pictures Vertigo Films bazat pe Ethel & Ernest by Raymond Briggs | Animated biography                                                          | [ 83 ]                   |        |
| O C T O B E R        | 28       | Starfish                                    | Regizor: Bill Clark Distribuție: Tom Riley, Joanne Froggatt | Munro Film Services | Drama                                                                       | [ 84 ]                   |        |
| O C T O B E R        | 29       | This Beautiful Fantastic                    | Regizor: Simon Aboud Distribuție: Jessica Brown Findlay, Tom Wilkinson, Andrew Scott, Jeremy Irvine                                                                  | | Romantic drama                                                              | [ 85 ]                   |        |
| N O V E M B E R      | 3        | A Street Cat Named Bob                      | Regizor: Roger Spottiswoode Distribuție: Luke Treadaway, Ruta Gedmintas, Joanne Froggatt                                                                             | Sony Pictures Releasing bazat pe A Street Cat Named Bob and The World According to Bob by James Bowen                                                                                   | Biographical drama                                                          | [ 86 ]                   |        |
| N O V E M B E R      | 9        | Allied                                      | Regizor: Robert Zemeckis Distribuție: Brad Pitt, Marion Cotillard | Paramount Pictures (Co-produced by United States) | Romantic thriller                                                           | [ 87 ]                   |        |
| N O V E M B E R      | 10       | Fantastic Beasts and Where to Find Them     | Regizor: David Yates Distribuție: Eddie Redmayne, Katherine Waterston, Dan Fogler, Alison Sudol, Ezra Miller                                                         | Warner Bros. Pictures Prequel to the Harry Potter film series (Co-produced by United States)                                                                                            | Fantasy film                                                                | [ 88 ]                   |        |
| N O V E M B E R      | 20       | The Receptionist                            | Regizor: Jenny Lu Distribuție: Teresa Daley, Chen Shiang-chyi, Amanda Fan, Josh Whitehouse                                                                           | Munro Films (Co-produced by Taiwan) | Drama                                                                       | [ 89 ]                   |        |
| N O V E M B E R      | 29       | Silence                                     | Regizor: Martin Scorsese Distribuție: Andrew Garfield, Adam Driver, Tadanobu Asano, Ciarán Hinds, Liam Neeson                                                        | StudioCanal UK bazat pe Silence by Shūsaku Endō (Co-produced by Italy, Japan, Mexico, Taiwan and United States)                                                                         | Historical period drama                                                     | [ 90 ]                   |        |
| D E C E M B E R      | 13       | Resident Evil: The Final Chapter            | Directors: Paul W. S. Anderson Distribuție: Milla Jovovich, Ali Larter, Shawn Roberts, Ruby Rose                                                                     | Sony Pictures Releasing Loosely bazat pe the video game series Resident Evil Sequel to Resident Evil: Retribution (Co-produced by Australia, Canada, France, Germany and United States) | Science fiction Action                                                      | [ 91 ]                   |        |